# Головатый, Степан Степанович
Степан Степанович Головатый (род. 25 июля 1935, Красный Яр) — советский художник-график, член Союза художников СССР, член Национального союза художников Украины, доцент кафедры изобразительного искусства. Работает в области графики и станковой живописи.

## Биография

### Происхождение
Родился 25 июля 1935 года в посёлке Красный Яр (ныне в составе Жовтневого района Луганска) в семье военного.
Детские и юношеские годы провёл в этом же шахтёрском посёлке. В первый же день Великой Отечественной войны отец уходит на фронт, мать с двумя маленькими детьми эвакуируют в Куйбышев. В 1944 году на фронте погибает отец. Несмотря на тяготы жизни в оккупированном Донбассе и послевоенные невзгоды Степан Головатый находит в себе духовные силы для занятий искусством. Сначала сильно увлекается резьбой по дереву и копирования репродукций, затем проводит настойчивую работу с натуры. С 1943 по 1950 год учился в средней школе на шахте им. Ворошилова. 
После окончания семи классов общеобразовательной школы в 1950 году поступил на первый курс Луганского государственного художественного училища, где учился по 1955 год на живописно-педагогическом отделении под руководством живописца Константина Петровича Михайлова. За время учёбы в училище начинающий художник посещает уроки игры на скрипке, становится постоянным участником музыкальных концертов и постановок пьес Антона Чехова, Александра Островского, Мольера в драматических студиях.
В 1955 году Степан Головатый защищает диплом по живописи картиной «Школьники посещают свою больную подругу». В качестве учителя изобразительного искусства он приступает к работе в городе Свердловске Ворошиловградской области и начинает свою педагогическую деятельность.
С 1955 по 1957 год работал в средней общеобразовательной школе учителем черчения и рисования в Донбассе. В 1957 году поступил на графический факультет Харьковского государственного художественного института, который закончил в 1963 году, под руководством заслуженного деятеля искусств УССР М. Ф. Мироненко. Во время учёбы происходит переосмысление прежних знаний. Художник едет в Карелию, где выполняет большую серию рисунков и акварельных этюдов. Дипломной работой Головатого стала серия линогравюр «По Карелии».

### Творческая деятельность
C 1964 года, в период работы преподавателем в Чувашском государственном педагогическом институте имени И. Я. Яковлева, художник работает в коллективе Союза художников Чувашского АССР. С 1979 года работает преподавателем рисунка, живописи, композиции и гравюры на художественно-графическом факультете Криворожского педагогического университета. Среди его учеников художники Виктор Мишуровский, Александр Юрченко, Олег Щербаков и другие.
Является одним из организаторов, вместе с Владимиром Непомнящим, Иваном Гавриловым и Владимиром Авраменко, художественно-графического факультета в Криворожском государственном педагогическом университете, где много лет работает преподавателем. Член Союза художников СССР с 1967 года, с 1991 года — член Национального союза художников Украины. Доцент кафедры изобразительного искусства художественно-графического факультета Криворожского государственного педагогического университета. Участник художественных выставок и вернисажей с 1963 года. 
Принимал участие в выставках, проводимых в Москве, Киеве, Волгограде, Ульяновске, Нижнем Новгороде, Ленинграде, Казани, Чебоксарах, Днепропетровске, Кривом Роге и других городах. В 2005 году художник подарил Криворожскому историко-краеведческому музею 16 своих творческих работ. В 2011 году, с любезного разрешения художника, Укрсоцбанком был выпущен календарь с работами Степана Головатого.

## Творчество

### Станковая графика
«По Карелии» (1963), «О молодёжи» (1965), «Волжская военная флотилия» (1969), серии офортов «Будни колхозные» (1974) (хранятся в художественном фонде СССР в Москве), «Труженики села» (1979), «Люди Криворожья» (1982), рисунки: «Портрет ветерана Великой Отечественной войны и труда В. А. Мохнача» (1983), «Комсомолец 20-х» (1983) и многие другие.

### Книжная иллюстрация
Иллюстрации к роману О. Серафимовича «Железный поток», книги М. Мальцева «Источники», С. Аслана «Сехмет», В. Харитонова «Мечты сбываются», Г. Ефимова «Добрые чувства» (на чувашском языке), С. Шавло «Взял я гусли звончатые», Г. Кузьмин «О моём брате» и Шарля Пьерро «Золушка».

### Поэзия
Степан Головатый занимается поэзией. В результате выходят: «Мысли вслух» (2005), «Поэма о детстве и родословная», «Читая Уолта Уитмена» (2006), «На круги своя» (2007), «Забота», «На тридцатилетие художественно графического факультета» (2009). Художник работает над автобиографической повестью «Жизнь Т. В.».

## Награды
- Медаль «В ознаменование 100-летия со дня рождения Владимира Ильича Ленина»;
- Отличник образования Украины;
- Медаль Макаренко;
- Почётная грамота Министерства просвещения РСФСР.

## Издания
- Головатый C. C. Гравюра и творческий процесс: Учеб.-метод. пособие / С. С. Головатый. — Кривой Рог: КГПИ, 1990. — 83с.